# Кашин, Олег Владимирович
Оле́г Влади́мирович Ка́шин (род. 17 июня 1980, Калининград) — российский журналист и политический обозреватель. 
С начала 2000-х годов он работал в ведущих российских СМИ, включая «Комсомольскую правду» и «Коммерсантъ», а также сотрудничал с различными интернет-изданиями и телеканалами. 
В 2010 году Кашин стал жертвой нападения возле его дома в Москве, что вызвало широкий резонанс в российском обществе. Следствие установило, что нападение было заказным и связано с его профессиональной деятельностью; в 2015 году Кашин публично обвинил в организации нападения политика Андрея Турчака. В 2018 году исполнители были осуждены в рамках другого уголовного дела, а заказчик так и не был установлен следствием. 
На фоне угроз безопасности Кашин в 2016 году покинул Россию и эмигрировал в Лондон. Находясь за рубежом он ведет ведёт собственные YouTube- и Telegram-каналы, а также участвует в совместных проектах с Михаилом Световым и Ильей Варламовым.
Олег Кашин позиционирует себя как русский националист. В начале 2010-х он участвовал в протестном движении, входил в Координационный совет российской оппозиции. С началом российского вторжения в Украину он выступил против войны, за что был признан «иностранным агентом» и в 2024 году объявлен в розыск.
В то же время, из-за поддержки присоединения Крыма к России в 2014 году и критики Алексея Навального и его сторонников, в 2022 году Кашин был включён Фондом борьбы с коррупцией в список коррупционеров и разжигателей войны. Позднее он также попал под санкции Украины.

## Биография
Олег Владимирович Кашин родился 17 июня 1980 года в Калининграде в семье моряка и врача.
В марте 2003 года окончил Балтийскую государственную академию рыбопромыслового флота (Калининград) по специальности «судовождение на морских путях». Кашин дважды ходил в море на парусном судне «Крузенштерн», будучи палубным и штурманским практикантом. Участник международных парусных регат.

### Начало карьеры
В 2001—2003 годах — специальный корреспондент «Комсомольской правды» в Калининграде. Принял участие в первом съёмочном пуле телеигры «Слабое звено» на ОРТ, выпуск с его участием был показан в сентябре 2001 года. В 2003 году переехал в Москву. До 2005 года — корреспондент отдела общества издательского дома «Коммерсантъ».
1 июня 2004 года, во время работы по заданию газеты «Коммерсантъ» по подготовке репортажа об акции «Авангарда красной молодёжи» у Дома правительства в Москве, Олег Кашин подвергся нападению сотрудников Федеральной службы охраны (ФСО). Сотрудники ФСО, по сведениям «Коммерсанта», нанесли ему удары ногами по лицу и почкам, требуя выдать карту памяти фотоаппарата, на которую фотокорреспондент «Коммерсанта» Юрий Мартьянов фиксировал акцию. В результате нападения Кашин получил сотрясение головного мозга и ушибы. Пресс-служба ФСО заявила, что «В группе нарушителей, возможно, присутствовали журналисты, но своих удостоверений или аккредитационных карточек они не предъявили». Позже суды не нашли вины в действиях сотрудников ФСО.
В феврале 2005 года Олег Кашин присутствовал на первом съезде молодёжного общественно-политического движения «Наши» в качестве корреспондента «Коммерсанта». По словам Кашина, активисты «Наших» насильно вывели его на сцену и объявили «врагом России и конкретно „Наших“», после чего незаконно удерживали в запертом номере пансионата до приезда руководителя движения Василия Якеменко.
С сентября по октябрь 2005 года — специальный корреспондент газеты «Известия», в 2005—2007 годах — обозреватель журнала «Эксперт». Работал в издании «Русский журнал», молодёжной газете «Re: акция». Был автором рубрики в таблоиде «Твой день», ведущий (вместе с Марией Гайдар) передачи «Чёрное и белое» на телеканале «О2ТВ», сотрудничает с журналами «Медведь», «Большой город».
В феврале 2006 года выступил во «Взгляде» со статьёй, где объявил большую часть утверждений об издевательствах над рядовым Сычёвым домыслами: по утверждению Кашина, ноги тому пришлось ампутировать в том числе по причине давней болезни вен. С апреля 2007 года — заместитель главного редактора журнала «Русская жизнь». В феврале 2006 года Валерий Панюшкин раскритиковал статью, посчитав, что Кашин оспаривает насилие в отношение военнослужащего и обеляет министра обороны Сергея Иванова.
С апреля 2007 года — заместитель главного редактора журнала «Русская жизнь».

### Возвращение в «Коммерсант»
В 2009 году вернулся в издательский дом «Коммерсантъ», с 2011 по 2012 год — специальный корреспондент этого издательского дома, в ноябре 2012 года был уволен по соглашению сторон из-за малого, по мнению руководства газеты, количества заметок. Продолжал сотрудничество с ИД как внештатный колумнист радио «Коммерсантъ FM» программы «Точка зрения», которую покинул спустя некоторое время.
В октябре 2010 года пресс-служба президента России отказалась допустить аккредитованного «Коммерсантом» Олега Кашина на встречу президента РФ Дмитрия Медведева с рок-музыкантами, мотивируя это тем, что журналист находится в «чёрном списке» Федеральной службы охраны, в связи с его задержанием на «Марше несогласных» весной 2007 года. Издательский дом «Коммерсантъ» считает отказ незаконным.
Среди тем журналистской деятельности — молодёжные политические объединения и проблема Химкинского леса В «Коммерсанте» было опубликовано интервью, которое Олег Кашин взял у неназванного участника состоявшегося 28 июля 2010 года нападения анархистов и активистов «антифа» на здание администрации Химок. Впоследствии ГУВД Московской области попыталось принудить редакцию к раскрытию источника, в чём ему было отказано. Представитель «Молодой гвардии Единой России» назвал Олега Кашина и его коллег в «Коммерсанте», в связи с публикацией интервью, «врагами всего российского народа» и «предателями», и заявил, что Кашин «ведёт полуподпольную журналистско-диверсионную деятельность по развращению читателей», «ситуация не может остаться без самых серьёзных последствий», и «враги» «будут наказаны». После нападения на Кашина 6 ноября 2010 года из статьи на сайте организации были исключены фотографии Кашина и его коллег с наложенным штампом «Будет наказан», и статья была дополнена заявлением «Молодой Гвардии Единой России» о возмущении произошедшим преступлением и призывом разделять художественные образы и жизнь.

### Нападение 6 ноября 2010 года
6 ноября 2010 года около 00:40 Олег Кашин был жестоко избит двумя поджидавшими его неизвестными лицами возле своего дома на Пятницкой улице в Москве. Нападение на журналиста было зафиксировано камерами видеонаблюдения, судя по записи которых один из нападавших удерживал Кашина, а второй в течение полутора минут избивал его железным прутом, нанеся 56 ударов. Журналист был доставлен в 36-ю больницу Москвы, где были диагностированы переломы голени, верхней и нижней челюстей, кисти (в том числе травматический отрыв двух фаланг пальца), черепно-мозговая травма и множественные повреждения. Врачи ввели Олега в искусственную кому и провели две операции, связанные с переломами конечностей и челюстно-лицевыми травмами. 10 ноября Кашин пришёл в сознание, но его дыхание поддерживалось аппаратом искусственной вентиляции лёгких. 17 ноября Кашин дал первые показания по делу, его состояние улучшилось с тяжёлого до среднего, и он был переведён из нейрохирургической реанимации в травматологическое отделение. По словам самого Кашина, врачи прогнозировали его возвращение к активной работе не ранее весны 2011 года.

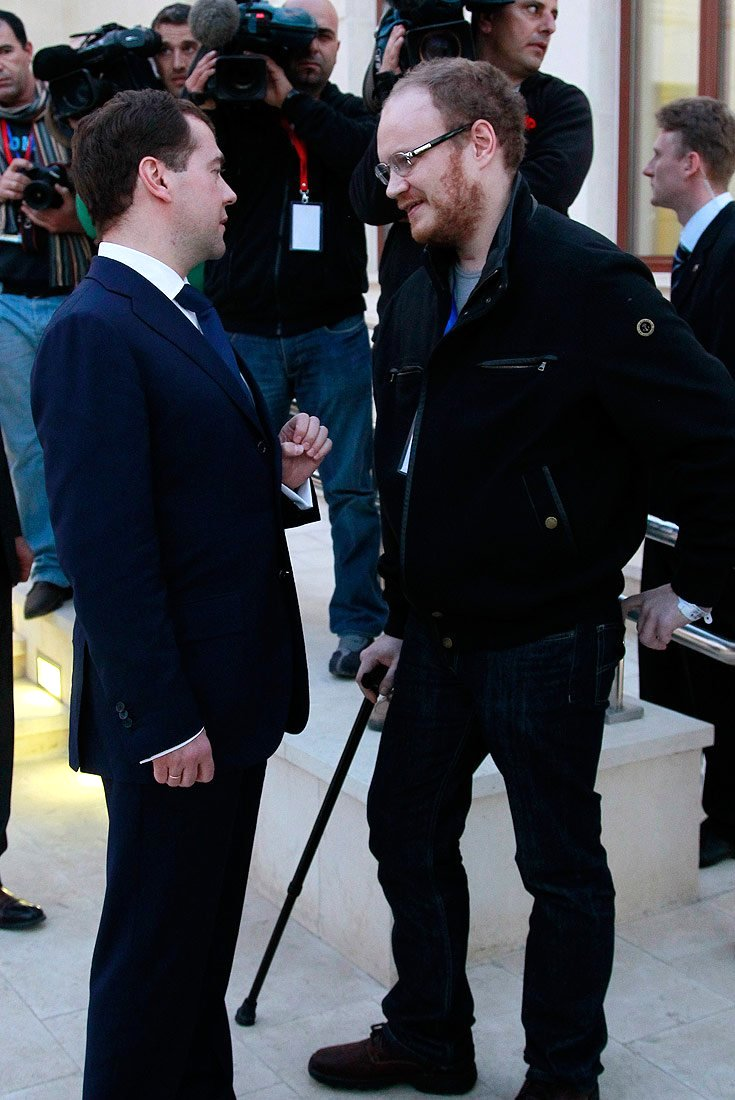
Президент России Д. Медведев на встрече с восстанавливающимся после нападения О. Кашиным. 18 января 2011 года, Иерихон

25 ноября Кашин дал первое после нападения интервью. 11 декабря The New York Times опубликовала статью О. Кашина, в которой он связал нападение с деятельностью молодёжного движения «Наши».
По факту нападения было заведено уголовное дело по статьям 30 ч.3 и 105 ч.2 п."ж" УК РФ — покушение на убийство, совершённое группой лиц. Дмитрий Медведев поручил генеральному прокурору Юрию Чайке и министру внутренних дел Рашиду Нургалиеву взять под особый контроль расследование преступления. Со слов Кашина был составлен фоторобот одного из нападавших: «светловолосый молодой человек до 27 лет, худощавого телосложения». До октября 2011 года расследование вёл следователь Сергей Голкин, затем Следственный комитет передал дело следователю Николаю Ущаповскому.
Среди предположительно относящихся к нападению обстоятельств следствие выявило следующее: запросы в октябре 2010 года персональной информации о Кашине по базам данных со стороны представителей молодёжных движений «Наши» и «Молодая гвардия» (на допросах те утверждали, что намеревались «пригласить О. В. Кашина в гости к псковскому губернатору А. А. Турчаку»); слежку за Кашиным с 31 октября 2010 года; предположительное присутствие на месте нападения третьего сообщника в угнанном автомобиле с поддельными номерами; использование нападавшими анонимно приобретённых SIM-карт.
В сентябре 2015 года Кашин опубликовал информацию, что дело о покушении на него раскрыто, двое подозреваемых в соучастии находятся под арестом, третий укрывается на территории Белоруссии; все трое подозреваемых работали в службе охраны завода (Санкт-Петербург), входящего в холдинг, принадлежащий родственникам псковского губернатора Андрея Турчака. В августе 2010 года Кашин оскорбительно высказался в отношении Турчака, на что тот потребовал извиниться в течение суток, но извинений от Кашина не последовало.
27 ноября 2018 года Кашин опубликовал получасовое видео допроса подозреваемого Данила Веселова, на котором тот рассказывает обстоятельства нападения, а также упоминает Андрея Турчака в качестве заказчика преступления.
Главным мотивом нападения считается профессиональная деятельность журналиста. Среди деятельности Кашина, предположительно спровоцировавшей нападение, называются публикации, описывающие конфликт вокруг Химкинского леса, конфликт с молодёжными политическими организациями и конфликт с губернатором Псковской области Андреем Турчаком.

#### Общественная реакция
Президент России Дмитрий Медведев в день нападения заявил, что преступники должны быть найдены и наказаны. 8 ноября 2010 года на встрече с журналистами «Российской газеты» Медведев в связи с нападением на Кашина заявил, что «существуют силы, которые считают, что при помощи таких методов можно заткнуть рот кому угодно — журналисту, политику — и что для решения собственных задач все средства хороши», эти силы должны быть установлены, а кто бы ни был причастен к этому преступлению, «будет наказан, независимо от его положения, от его места в общественной системе координат, независимо от других его заслуг, если таковые есть».

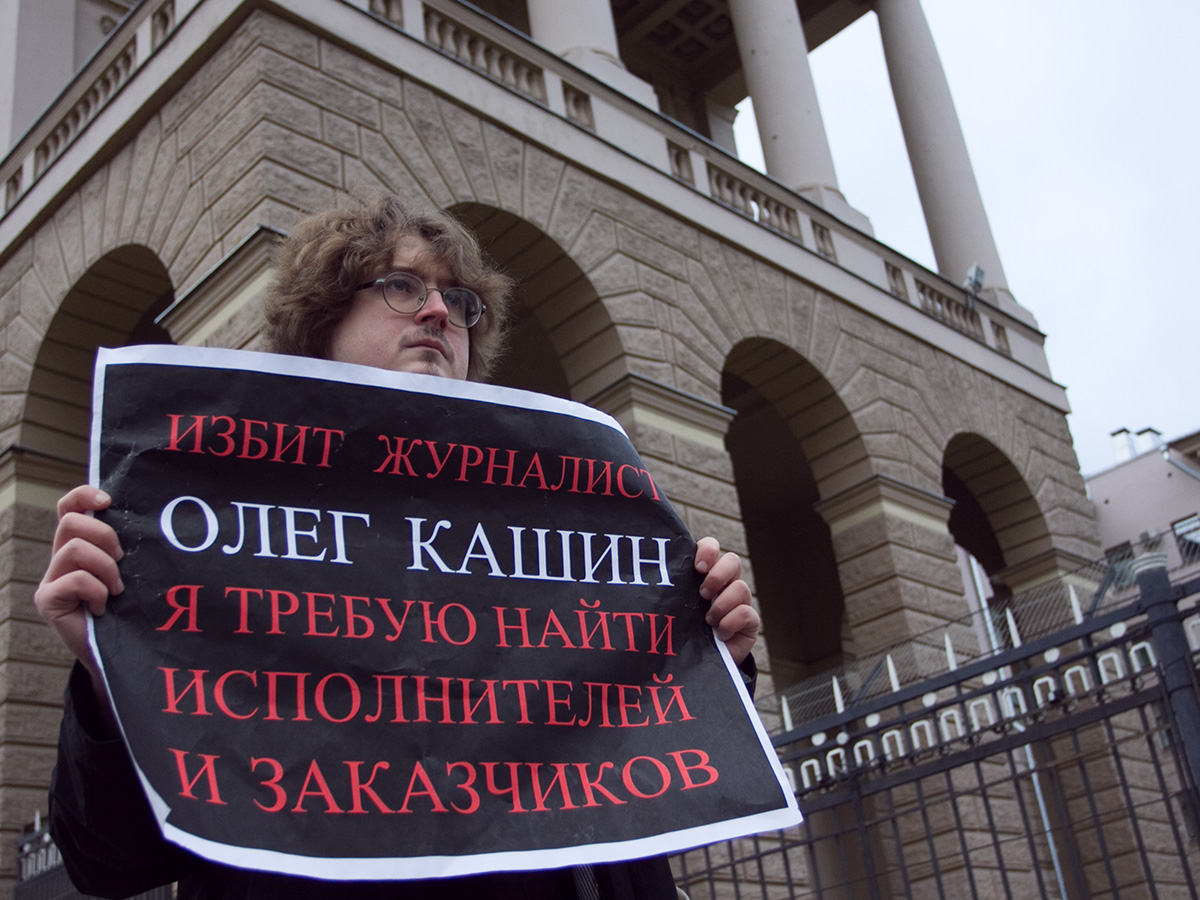
Пикеты у здания ГУВД Москвы

Гражданские активисты и журналисты провели у здания ГУВД Москвы одиночные пикеты с требованием найти и наказать преступников. Заявление Союза журналистов России по делу Кашина. 11 ноября созвано заседание Общественной комиссии при ГУВД Москвы. 9 ноября состоялось заседание трех комиссий Общественной палаты РФ. Пикеты в городах России с требованием найти и наказать преступников. 6 ноября 2011 года, в годовщину нападения, серия одиночных пикетов была проведена вновь, в ней участвовало около сорока человек, включая самого Кашина, двое участников были задержаны полицией.
Инициативная группа студентов Факультета журналистики МГУ «Другой журфак» в ноябре 2010 года вывесила на здании университета на Моховой баннер с надписью «Кто бил Кашина?», который позже был снят службой безопасности МГУ, мотивировавшей это тем, что здание является памятником архитектуры.
В связи с нападениями на Кашина и Фетисова группа правозащитников, политиков и журналистов в ноябре 2010 года обратилась к президенту России Дмитрию Медведеву с просьбой отстранить от должности прокурора Химкинского района и начальников районных управлений внутренних дел и ФСБ, а также «оказать содействие в отстранении» от исполнения обязанностей главы округа Химки Владимира Стрельченко.

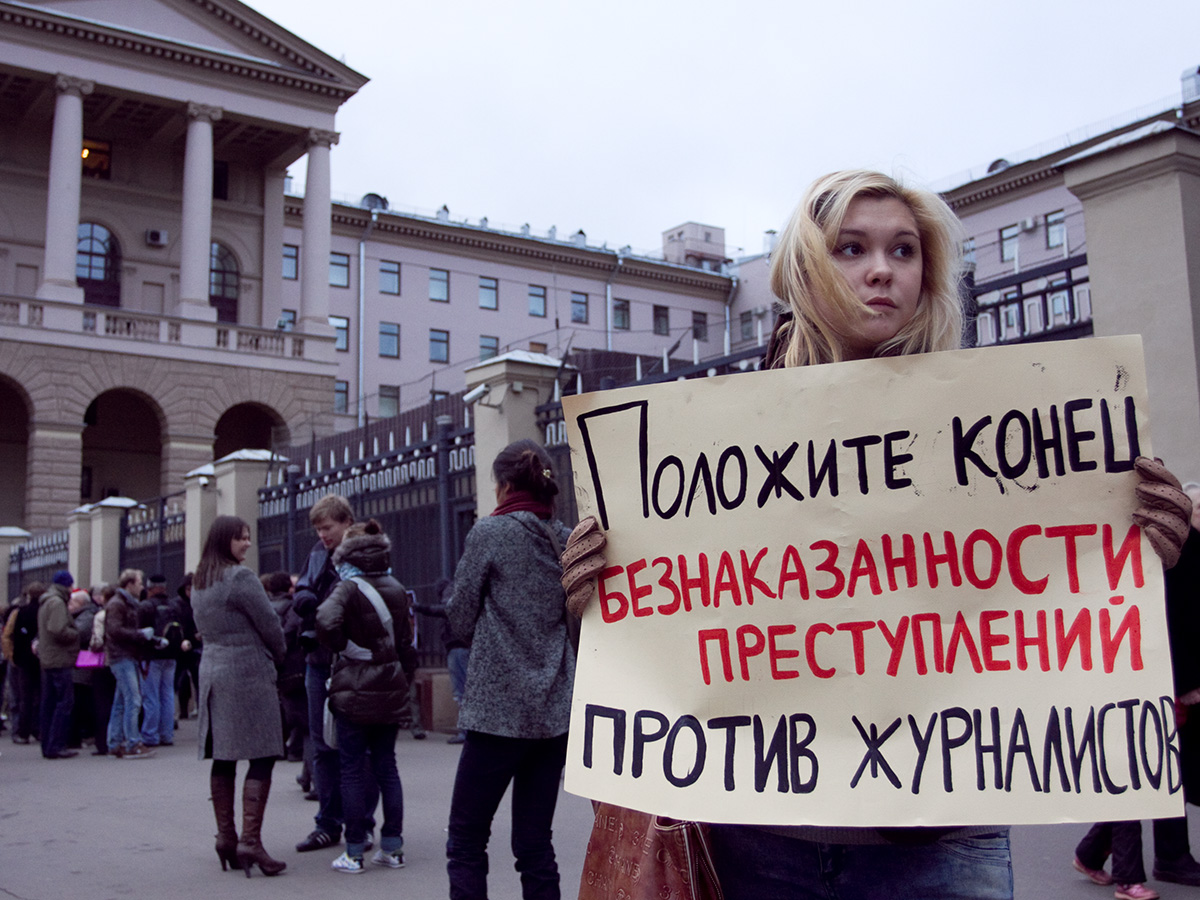
Пикеты у здания ГУВД Москвы

13 ноября 2010 года в Москве под названием «Кашинъ» вышел спецномер газеты «Акция», тираж 10 000.
Влиятельная британская газета The Times в связи с избиением Кашина опубликовала статью своего московского корреспондента о положении журналистов в России под заголовком: «Растут опасения, что в России объявлен открытый сезон охоты на журналистов, противостоящих власти». Госдепартамент США, ОБСЕ, «Международная амнистия» и «Freedom House» призвали российские власти обеспечить журналистам безопасность и свободу действий.
27 июня 2011 года в рамках цикла «Гражданин поэт» Дмитрий Быков написал стихотворение «Селигерище», которое было прочитано актёром Михаилом Ефремовым. В стихотворении в сатирическом ключе рассказывается о нападении на Кашина и о последующем судебном иске к нему со стороны Василия Якеменко.
В марте 2011 года в составе группы российских общественных деятелей Кашин присутствовал на встрече с вице-президентом США Джо Байденом.

### Эмиграция
В 2012 году проходил стажировку в американском Институте Гарримана как стипендиат Фонда Пола Хлебникова.
В конце ноября 2012 года был уволен из газеты «Коммерсантъ», по соглашению сторон получил полмиллиона рублей. Главный редактор газеты Михаил Михайлин объяснил это тем, что тот «перестал работать как журналист, то есть писать заметки, и занялся политической деятельностью».
В мае 2013 года переехал в Женеву вместе с женой, которая работает в международной компании. Однако каждые два месяца журналист возвращался в Россию, где продолжал писать для изданий «Slon», «Colta», «Свободная пресса» и «Sputnik & Pogrom». В 2014 году открыл собственный сайт Kashin.guru для «новой русской интеллигенции».
В 2015 году возвращается в РФ в связи с завершением в Женеве контракта своей жены. С сентября 2015 по январь 2020 года вёл авторскую программу «Кашин.Гуру» на телеканале «Дождь».
В апреле 2016 года переехал в Лондон.
С 5 декабря 2016 года — гость программы «Персонально ваш» в жанре интервью, выходящей на радиостанции «Эхо Москвы». С 2017 года стал эксклюзивным автором издания «Republic», прекратив публиковаться в других медиа (с конца лета 2018 года на фоне финансового кризиса издания условия контракта были пересмотрены в худшую для колумнистов сторону). Сотрудничал с «Republic» до мая 2022 года, после чего сосредоточился на собственном Telegram-канале «Кашин Плюс».
25 февраля 2019 года запустил собственные трансляции на YouTube.
С 2019 года — гостевой комментатор для сайта газеты «Комсомольская правда», с июля 2019 года по май 2021 года — соведущий программы «Москва-Лондон» (позже переименованной в программу «Отдельная тема») на одноимённой радиостанции, с 27 ноября 2020 года по 7 мая 2021 года — ведущий программы «Война и мир» совместно с шеф-редактором русской редакции интернет-вещания государственного иновещательного телеканала RT Марией Бароновой (после его отстранения Баронова продолжила вести программу в одиночку). До 30 апреля Кашин выходил в эфиры почти каждый день, после недельного перерыва он провел ещё один эфир 7 мая. В этот же день было объявлено о его отстранении от ежедневных прямых эфиров за «пересечение двойной сплошной», при этом была достигнута договорённость продолжать вести эфиры не каждый день. Ранее в отношении Кашина уже применялась цензура (фрагмент эфира, в котором Кашин со своим соведущим обсуждали деятельность «Матч ТВ», был удалён с YouTube-канала «Радио „Комсомольская Правда“»), после которой он продолжал работу в данном СМИ. Впоследствии утверждал, что за время работы на радио дважды выгоняли по звонку из Кремля.
С 2020 года — гостевой комментатор программы на YouTube-канале Ильи Варламова «Чё происходит».
С августа 2021 по 10 февраля 2022 года был соведущим еженедельной программы «Атака с флангов» на «Эхе Москвы» вместе с Лизой Лазерсон. Покинул радиостанцию вскоре после конфликта с первым заместителем главного редактора радиостанции Сергеем Бунтманом из-за редакционной политики радиостанции по отношению к Украине.
С ноября 2021 года является соведущим передачи «Светов /// Кашин» на YouTube-канале «SVTV».
С 6 декабря 2021 года — колумнист информационного агентства «Znak», закрывшегося 4 марта 2022 года.

## Взгляды и общественная деятельность
В марте 2011 года Олег Кашин вошёл в Наблюдательный совет, контролирующий сбор средств для издания доклада «Путин. Коррупция».
В июне 2011 года участвовал в гражданском форуме «Антиселигер».
В октябре 2012 года был избран в Координационный совет российской оппозиции.
В марте 2013 года принимал участие в серии одиночных пикетов за освобождение участниц Pussy Riot Марии Алёхиной и Надежды Толоконниковой.
Про аннексию Крыма Россией высказывался двояко: с одной стороны, признал прошедший там референдум «фиктивным» и проведённым во время оккупации российской армией. С другой, назвал аннексию «восстановлением исторической справедливости», о котором, по его словам, мечтало его поколение.
В октябре 2020 года в ходе стрима заявил, что отец Юлии Навальной — ныне живущий Борис Борисович Абросимов, секретарь российского посольства в Великобритании, связанный со спецслужбами, а тётка — Елена Борисовна Абросимова, один из авторов конституции России. Муж Юлии Алексей Навальный в ответ на это опубликовал свидетельство о смерти её отца, датированное 1996 годом. Впоследствии Кашин извинялся за распространение некорректной информации.
В феврале 2022 года, за день до начала вторжения России на Украину, заявил, что не считает возможным ввод российских войск за линию фронта, в то же время предлагая России действовать аналогично Азербайджану в карабахском конфликте и пожелая русским солдатам — везения и сил. Выступал против войны с Украиной. По состоянию на 2023 год позиционировал себя как русского националиста.

## Санкции и судебное преследование
Не приветствуя кровопролитие и военные методы решения политических проблем, призываю всех не забывать о том, кто в этом конфликте наши. Русским солдатам - везения и сил.
В апреле 2022 года был включён в составленный соратниками Алексея Навального из Международного Фонда борьбы с коррупцией список из более 6 тысяч российских «коррупционеров и разжигателей войны», где попал в категорию «Пропагандисты». В связи с многочисленными публичными заявлениями в поддержку Кашина участники Международного Фонда борьбы с коррупцией заявили, что считают его позицию амбивалентной и готовы пересмотреть своё решение лишь после того, как журналист выскажется с явным осуждением войны и своих ранее сделанных заявлений. Сам Кашин связал своё включение в список с тем, что «не раз критиковал людей, которые выступают сейчас от имени Навального». После того, как 19 мая Европарламент призвал Совет ЕС ввести персональные санкции против фигурантов списка ФБК, начал угрожать исками и требовать извинений от ФБК.
В мае 2024 года предприниматель и общественный деятель Михаил Ходорковский на фоне конфликта с соратниками Алексея Навального из-за выхода фильма «Предатели» о событиях 1990-х годов написал в социальных сетях пост о том, что готов дать «грантик кому-нибудь из облыжно обозванных на судебную разборку». Олег Кашин написал ему открытое письмо с просьбой помочь ему в организации судебного процесса о клевете, выразив мнение, что в список Международного Фонда борьбы с коррупцией он попал из-за конфликта с руководством организации, а формальной причиной выступил предвоенный пост с призывом «не забывать, кто в этом конфликте наши».
3 июня 2022 года Минюст РФ внёс Кашина в реестр СМИ — «иностранных агентов», а в октябре того же года включён в санкционный список Украины.
19 июля 2024 года журналиста объявили в розыск на территории России.

## Выборы журналиста года
С декабря 2014 года на ресурсах Кашина проходит голосование за журналиста года. В 2014—2016 года голосование проводилось на сайте журналиста. В 2017—2019 годах — на сайте телеканала «Дождь». В 2020 году — на сайте «Комсомольской правды». Ход и результаты ежегодного голосования освещаются в крупных СМИ. Первые тройки журналистов по результатам голосования читателей:
| Год  | 1-е место                             | 2-е место                              | 3-е место                                              |
| ---- | ------------------------------------- | -------------------------------------- | ------------------------------------------------------ |
| 2014 | Дмитрий Стешин и Александр Коц («КП») | Тимур Олевский («Эхо Москвы», «Дождь») | Илья Азар (Meduza, «Лента.ру», «Эхо Москвы»)           |
| 2015 | Павел Каныгин («Новая газета»)        | Ксения Собчак («Дождь»)                | Леся Рябцева («Эхо Москвы»)                            |
| 2016 | Илья Варламов (Varlamov.ru)           | Илья Азар (Meduza)                     | Никита Сологуб («Медиазона»)                           |
| 2017 | Юрий Дудь (Sports.ru, «вДудь»)        | Татьяна Фельгенгауэр («Эхо Москвы»)    | Михаил Зыгарь («1917. Свободная история»)              |
| 2018 | Леонид Парфёнов («Парфенон»)          | Юрий Дудь (Sports.ru, «вДудь»)         | Татьяна Фельгенгауэр и Александр Плющев («Эхо Москвы») |
| 2020 | Юрий Дудь («вДудь»)                   | Алексей Пивоваров («Редакция», RTVI)   | Иван Сафронов («Коммерсантъ»)                          |

## Семья
В декабре 2006 года женился на корреспонденте «Коммерсанта» Евгении Миловой, впоследствии они расстались.
Жена — Татьяна Суворова, у них есть сын Нил (род. 11 февраля 2015).

## Документальные фильмы
- 2011 — «Поцелуй Путина»
- 2014 — «Срок»

## Дискография
- 2022 — Слава КПСС — «Бутер Бродский 2» («Бедный Русский»)
- 2022 — ежемесячные — «ПХАЛИ ГОСПОДНИ» («Скит от Олега Кашина»)
- 2024 — Валентин Дядька — «Застольные Психоделические Песни» («Конец застолья»)
- 2024 — Подколение У — «Учебный» («Рәхим итегеҙ (интро)»)

### Интервью
- Олег Кашин: «В России убивают не за правду, а за обиду» Архивная копия от 20 апреля 2012 на Wayback Machine. Интервью для русско-американского портала RUNYweb.com Архивная копия от 27 июля 2011 на Wayback Machine
- Видеоинтервью Олега Кашина в альманахе metkere.com Архивная копия от 9 октября 2012 на Wayback Machine
- Интервью Кашина сайту «Югополис», 2014 Архивная копия от 29 апреля 2014 на Wayback Machine
- Интервью Олега Кашина журналу «Дискурс» об отъезде из России и жизни в эмиграции Архивная копия от 21 декабря 2018 на Wayback Machine
- Олег Кашин и Лев Шлосберг: «Между свободой и несвободой» / Люди мира // ГражданинЪ TV. 24 января 2024 года.

### Публикации
- Публикации в «Известиях» Архивная копия от 9 декабря 2018 на Wayback Machine
- Публикации в «Коммерсантъ» Архивная копия от 6 марта 2009 на Wayback Machine
- Публикации в «Русском журнале» Архивная копия от 4 марта 2016 на Wayback Machine
- Публикации в «Русской жизни» Архивная копия от 31 декабря 2010 на Wayback Machine
- Публикации в журнале «Большой город»
- Публикации в газете «Взгляд» Архивная копия от 26 июля 2016 на Wayback Machine
- Публикации на OpenSpace.ru
- Публикации в журнале Forbes Архивная копия от 21 ноября 2010 на Wayback Machine
- Публикации в журналах «Эксперт», «Эксперт Украина», «Вещь»
- Публикации на сайте «Агентство Политических Новостей — Нижний Новгород»
- Олег Кашин. Наши авторы. Свободная пресса. Дата обращения: 23 октября 2013. Архивировано 10 ноября 2013 года.
- Публикации Архивная копия от 1 февраля 2014 на Wayback Machine на сайте «Нужна Помощь.ру»
- Авторская программа «Кашин.Гуру» на телеканале «Дождь» Архивная копия от 16 апреля 2016 на Wayback Machine